# Voltage Fighter: Gowcaizer
Voltage Fighter: Gowcaizer est un jeu vidéo de combat développé par Technos Japan et édité par SNK en 1995 sur borne d'arcade Neo-Geo MVS et sur console Neo-Geo AES et Neo-Geo CD (NGM 094),,.

## Portage
- PlayStation (1997)